# 翘喙马先蒿
翘喙马先蒿（学名：Pedicularis meteororhyncha）为列当科马先蒿属的植物，为中国的特有植物。分布在中国大陆的云南等地，生长于海拔4,150米的地区，常生长在高山草地中。